# Scolymia
Scolymia is een geslacht van rifkoralen uit de familie Mussidae.

## Soorten
- Scolymia cubensis Milne-Edwards & Haime, 1849
- Scolymia lacera (Pallas, 1766)
- Scolymia wellsii Laborel, 1967

## Niet langer in dit geslacht
- Scolymia australis (Milne-Edwards & Haime, 1848) = Homophyllia australis (Milne-Edwards & Haime, 1848)
- Scolymia lacrymalis (Milne-Edwards & Haime, 1848) = Cynarina lacrymalis (Milne-Edwards & Haime, 1848)
- Scolymia vitiensis Brüggemann, 1877  = Lobophyllia vitiensis (Brüggemann, 1877)

## Nomen dubium
- Scolymia dubia (Duchassaing & Michelotti, 1860), (nomen dubium)